# Cloître de Bramante
Le Cloître de Bramante (Chiostro del Bramante) est un édifice de la Renaissance italienne situé à Rome, commandé par le cardinal Oliviero Carafa vers 1500, et conçu par l'architecte Donato Bramante entre 1500 et 1504. Elle constitue l'une des œuvres importantes de l'architecture de la Renaissance du XVIe siècle et est parmi les premières œuvres romaines conçues par Bramante après sa période milanaise. Sa date de finition 1504 est indiquée sur la frise.
Le bâtiment sert d'espace pour des expositions, des réunions et des concerts. Un café et une librairie sont installés dans le bâtiment. Une fresque de Raphaël, Les Sibylles dans l'église voisine de Santa Maria della Pace, est visible depuis le premier étage.

## Description
Le plan carré est obtenu par la répétition d'un module égal à la largeur du portique, qui dimensionne l'espace central (4 x 4) et le réfectoire adjacent (2 x 4). L'espace central est entouré de 16 piles (16 est un nombre parfait selon Vitruve) qui forment un portique continu de voutes à croisées d'ogive. Dans l'élévation, il est composé de deux ordres, proportionnés selon la règle de Vitruve suivie par Leon Battista Alberti et de Serlio, entre autres, qui veut que le second ordre soit diminué en hauteur de 1/4 par rapport au premier.
Bramante crée des colonnes avec application de pilastres pour soutenir la galerie principale, comme dans la cour inachevée du palais de Venise à Rome qui date des années 1460 et dérive des édifices classiques comme le Théâtre de Marcellus ou le Colisée ioniques qui supporte un entablement avec une frise continue, typique de l'ordre, avec un enchainement d'arcs ronds fixés sur des ailettes, typique de l'architecture romaine classique.
Le deuxième niveau, en revanche, a un ordre de pilastres pseudo-corinthiens qui tournent sur les côtés en correspondance avec les ailettes du premier niveau, avec l'insertion de colonnes libres du même ordre, qui double la hauteur des arcs sous-jacents.
Le langage sévère, dépourvu de toute décoration, différencie profondément ce cloître des œuvres créées par Bramante pendant la période milanaise précédente, où l'architecte d'Urbino avait plutôt largement utilisé des décorations de style lombard.
À l'intérieur du portique, les lunettes sur le mur du fond sont ornées de fresques avec des Histoires de la vie de la Vierge, auxquelles s'ajoutent des épisodes liés à l'Église et à l'imagerie miraculeuse.
Le cloître de Bramante est accessible au public et les pièces attenantes accueillent désormais un lieu d'expositions d'art.